# Soerense Beek
De Soerense Beek (verouderd: Soerensche Beek) is een beek (spreng) die door de IJsselvallei en de Veluwe stroomt.

## Loop
De Soerense Beek ontstaat ongeveer twee kilometer ten westen van Laag-Soeren uit drie sprengkoppen. Hij stroomt verder en bereikt Laag-Soeren. Even later stroomt hij via een onderleider onder het Apeldoorns Kanaal door. Daarna doorkruist hij het Soerense Broek en een paar kilometer stroomafwaarts komt hij in de gracht van de Geldersche Toren terecht. Hij verlaat dan de gracht ook weer om nog verder stroomafwaarts een paar meters ten zuiden van het veerpontje van de veerdienst Brummen - Bronkhorst in de IJssel uit te monden.